# Klaus Moser
Klaus Moser (* 1962 in Offenburg) ist ein deutscher Psychologe und Professor an der Friedrich-Alexander-Universität Erlangen-Nürnberg.

## Leben
Klaus Moser studierte Psychologie und Wissenschaftslehre an der Universität Mannheim. Von 1986 bis 1995 war er wissenschaftlicher Angestellter an der Universität Hohenheim, Stuttgart. Ab 1995 bis 1998 war er Inhaber des Lehrstuhls für Arbeits-, Betriebs- und Organisationspsychologie an der Justus-Liebig-Universität Gießen; seitdem ist er Leiter des Lehrstuhls für Psychologie, insbes. Wirtschafts- und Sozialpsychologie an der Friedrich-Alexander-Universität Erlangen-Nürnberg. Die Forschungsschwerpunkte von Moser liegen bei Themen der Wirtschaftspsychologie, beispielsweise forscht er zu Werbewirkungsmodellen, Kaufentscheidungen, Unternehmerischem Verhalten und Arbeitslosigkeit.

## Schriften (Auswahl)
Researchgate verzeichnet 158 Zeitschriftenartikel, mit insgesamt 6659 Zitationen (h-Index = 28), unter Beteiligung von Klaus Moser (Stand Januar 2025).
- mit Heinz Schuler: Lehrbuch Organisationspsychologie Hogrefe-Verlag, 6. Aufl., 2019, ISBN 978-3-45685-997-2.
- Wirtschaftspsychologie, Springer Verlag, 2. Aufl., 2015, ISBN 978-3-66243-575-5.
- Markt- und Werbepsychologie: Ein Lehrbuch. Hogrefe-Verlag, Göttingen, 2002, ISBN 978-3801707996.
- mit Bernad Batinic und Jeannette Zempel: Unternehmerisch erfolgreiches Handeln. Hogrefe-Verlag, Göttingen 1999, ISBN 3-8017-1194-3
- mit Roman Souček, Nathalie Galais, Colin Roth: Onboarding: Neue Beschäftigte erfolgreich integrieren, Hogrefe-Verlag, Göttingen, 2024, ISBN 978-3-80173-224-0